# Le Travailleur (journal franco-américain, 1874-1892)
Pour les articles homonymes, voir Travailleur (homonymie).
Ne doit pas être confondu avec Le Travailleur (journal franco-américain publié de 1931 à 1978).
Le Travailleur était un journal francophone de Nouvelle-Angleterre fondé par Ferdinand Gagnon, Benjamin Sulte et Aram Pothier. Il desservait une communauté canadienne française importante de Franco-Américains d'origine québécoise.
Gagnon milite à la fois pour le retour de Canadiens français au Canada et pour le respect des droits des Canadiens français immigrés en Nouvelle-Angleterre. 
En 1931, Wilfrid Beaulieu fondera un autre journal pour la communauté d'ascendence canadienne française de la Nouvelle-Angleterre qu'il baptisera aussi Le Travailleur en l'honneur de son prédécesseur. 